# Licence de biologie
Ne doit pas être confondu avec Licence de sciences de la vie et de la terre.
La licence de biologie, ou sciences de la vie, est un diplôme français de premier cycle universitaire, préparée en trois années après le baccalauréat dans les universités.

## Histoire

### Licence ès sciences

#### 1808-1896: les trois licences ès sciences
Selon l'article 23 du décret du 17 mars 1808 fixe le fonctionnement de l'Université, « pour être reçu licencié dans la faculté des sciences, on répondra sur la statique et sur le calcul différentiel et intégral ». Les articles 41 et 61 du statut du 16 février 1810 disposent que les candidats doivent produire leurs lettres de bachelier ès sciences (qui nécessite lui-même le baccalauréat ès lettres) et justifier qu'ils ont suivi deux cours au moins de la faculté pour chacun desquels ils auront pris quatre inscriptions trimestrielles. Ceux qui se destinent aux mathématiques doivent répondre sur le calcul différentiel et intégral et sur la mécanique. Ceux qui se destinent, soit à la physique et à la chimie, soit à l'histoire naturelle, sont examinés sur l'une ou l'autre des sciences, et il est fait mention de ces diverses circonstances dans leur diplôme. À Paris, il faut avoir suivi trois cours pendant un an avec quatre inscriptions trimestrielles par cours.
Selon l'arrêté du 5 juin 1840, il y aura chaque année pour l'obtention de la licence dans les facultés des sciences deux sessions d'examen qui devront commencer soit dans le premier mois de l'année scolaire, soit dans le dernier mois de la même année, soit dans la première semaine du second semestre. À Paris il pourra y avoir trois sessions aux dates indiquées. D'après l'ensemble des épreuves chaque faculté formera par ordre de mérite une liste des candidats reçus qui sera transmise au ministre de l'instruction publique avec un rapport spécial du doyen. Ce dernier point est lié à l'instauration par l'ordonnance du 10 juin 1840 de remises de frais de licence et de doctorat pour les candidats classés en premier. L'arrêté du 24 mai 1836 avait en fait déjà prescrit l'établissement d'un classement comparatif entre les récipiendaires ainsi qu'un rapport du doyen pour la licence ès lettres et l'arrêté du 28 avril 1837 l'instauration pour les examens de licence ès lettres, "qui sont presque des concours", de sessions selon des dates déterminées d'avance.
Le règlement du 8 juin 1848  introduit des épreuves pratiques pour les licences ès sciences physiques et naturelles. L'examen pour le grade de licencié est ainsi divisé en deux parties, qui sont passées sous des commissions différentes, à quinze jours d'intervalle au plus. D'autre part la minéralogie est transférée des sciences naturelles aux sciences physiques. Un programme précis des connaissances pour les licences ès sciences mathématiques, ès sciences physiques et ès sciences naturelles est publié. L'enseignement des facultés représente alors, dans chaque spécialité, deux années d'études, et prépare aux diverses licences dont les examens embrassent tous les cours professés dans la faculté. Le ministère précise que « l'enseignement des facultés se compose de leçons orales; pour le mettre à profit, les bacheliers qui aspirent à la licence doivent rédiger les cours qu'ils suivent, s'assurer qu'ils en comprennent la marche en se soumettant à de fréquents examens, se livrer selon la spécialité de leurs études à des travaux graphiques ou à des manipulations qui forment l'indispensable auxiliaire de l'enseignement oral ». Le programme de mathématiques comprend le calcul différentiel, le calcul intégral, la mécanique et l'astronomie physique. En sciences physiques, l'examen a surtout pour objet de s'assurer que les candidats possèdent l'intelligence des phénomènes physiques, indépendamment de tout calcul, néanmoins ils ne perdront pas de vue qu'ils sont tenus de connaître tous les calculs qui ne sortent pas du programme du baccalauréat ès sciences mathématiques. Le cours de physique générale comprend les propriétés générales des corps, la chaleur, la météorologie, l'électricité statique, le galvanisme, le magnétisme, les phénomènes électrodynamiques et électromagnétismes, les actions moléculaires, l'acoustique, l'optique. Les candidats sont de plus tenues d'effectuer dans le laboratoire de la faculté, l'une des dix manipulations au programme concernant les densités, le baromètre, le thermomètre, la chaleur spécifique d'un solide, la force élastique d'une vapeur, l'hygrométrie, le magnétisme, la réfraction, la polarisation et la polarisation circulaire. Le cours de chimie se divise en chimie générale et chimie organique. L'épreuve de chimie pratique consiste en la réalisation d'une manipulation tirée au sort parmi 29 sujets, à laquelle s'ajoute une expérience d'analyse chimique parmi cinq au programme. Le cours de minéralogie comprend la cristallographie, les propriétés physiques des minéraux, leurs propriétés chimiques, la classification des minéraux et la description des principales espèces. L'épreuve pratique consiste en une manipulation tirée au sort parmi une liste de huit. En sciences naturelles, le programme comprend l'anatomie et la physiologie animale, la zoologie, pour lesquelles sont prévues une épreuve pratique consistant en une démonstration à l'aide du microscope ou bien en une préparation anatomique, ainsi que la botanique (organographie, physiologie, classification), dont l'épreuve pratique consiste en l'analyse et la description d'une plante, et enfin la géologie.
Quatre ans plus tard, sous le second Empire, le décret du 10 avril 1852 d'Hippolyte Fortoul introduit la "bifurcation" dans le régime des études au lycée. Les "parties les plus élevées des mathématiques de la physique, de la chimie et de l'histoire naturelle, qui étaient comprises dans les anciens programmes du baccalauréat ès sciences mathématiques et du baccalauréat ès sciences physiques, sont reportées à l'examen des trois licences ès sciences" (art. 11). En application de ce décret, l'arrêté du 20 avril 1853 établit un nouveau règlement qui fixe l'ouverture des sessions d'examen aux 1er juillet et 1er novembre avec une durée d'au maximum d'un mois. Les jurys sont composés de trois examinateurs. Des épreuves écrites sont introduites. L'examen se décompose ainsi en une épreuve écrite d'une durée de 4 heures, une épreuve pratique d'une durée de 4 heures également, et une épreuve orale publique d'une heure et demie divisée en deux interrogations, nul ne pouvant être admis à l'une des trois épreuves s'il n'a satisfait à celles qui précèdent, les candidats perdant en cas d’échec à une des épreuves le bénéfices des épreuves antérieures. Pour la licence ès sciences mathématiques l'épreuve écrite porte sur deux sujets, choisi par le président du jury, la géométrie analytique et le calcul différentiel et intégral d'une part, la mécanique et l'astronomie d'autre part. Pour les sciences physiques elle porte sue un sujet de physique générale. Pour les sciences naturelles, l'épreuve porte sur l'anatomie et la physiologie animale ou végétale. L'épreuve orale concerne pour les mathématiques d'une part l'algèbre, la trigonométrie, la géométrie analytique et le calcul différentiel et intégral et d'autre part la géométrie descriptive, la mécanique et l'astronomie. Pour les sciences physiques, une des interrogations porte sur la physique, l'autre sur la chimie et la minéralogie. Pour les sciences naturelles, une des interrogations porte sur la zoologie et l'autre sur la botanique et la géologie.
Le décret du 15 juillet 1877 modifie certaines dispositions du règlement de 1853. En particulier les jurys doivent comporter trois membres de la spécialité de la licence postulées et peuvent comprendre des agrégés des facultés (à un moment où l'on tente de relancer leur institution, ils seront finalement remplacés par les maîtres de conférences) ou des professeurs d'autres facultés si nécessaire. L'épreuve écrite de mathématiques doit porter uniquement sur le calcul différentiel et intégral et la mécanique, l'astronomie faisant partie des épreuves pratiques. L'épreuve écrite de sciences physiques porte à la fois sur la physique et la chimie et celles de sciences naturelles sur la botanique d'une part, et sur la zoologie, l'anatomie et la physiologie d'autre part. Un nouveau programme des connaissances est établi à cette occasion par le Conseil supérieur de l'Instruction publique.
« Il était assez facile de passer [l'une de ces trois licences] en deux ans, et deux en trois ans. Les meilleurs des étudiants arrivaient d'ailleurs à gagner souvent un an sur ces délais. Ceux qui ont connu ce temps savent que les jeunes titulaires de deux licences, par exemple licenciés ès-sciences mathématiques et ès-sciences physiques, ou ès-sciences physiques et ès-sciences naturelles, présentaient de très réelles garanties de savoir et ces titres avaient une valeur universellement estimée »« Cette organisation, pourtant avait des inconvénients qui, par le développements même des sciences et des disciplines nouvelles qui, de toutes parts, pénétraient dans nos universités, devaient s'accentuer peu à peu et rendre une réforme inévitable. D'abord, devant l'ampleur des programmes, il devenait illusoire d'exiger d'un candidat, le même jour, des épreuves complètes, écrites, pratiques et orales sur trois sciences aussi considérables, par exemple, que la physique, la chimie et la minéralogie : déjà, pour certaines catégories de candidats, les élèves de l'école normale supérieure, ces épreuves avaient été scindées [entre les différentes années][...]. Ce système donnait de bons résultats; on résolut de le généraliser en laissant le candidat libre de passer séparément, et quand il le voudrait, les épreuves relatives aux trois sciences constitutives d'une licence, et de donner comme sanction à chacun de ces examens, un simple certificat d'études supérieures: la réunion de ces trois certificats reconstituait l'ancienne licence»

#### 1896-1947: l'instauration du système des certificats
Le décret du 22 janvier 1896 réforme en profondeur la structure de la licence ès sciences en créant le système des certificats d’études supérieures.
Gaston Darboux explique les raisons et les bénéfices de ce nouveau système dans sa présentation au Conseil supérieur de l'Instruction publique du rapport sur les projets de décrets relatifs à la licence ès sciences. La forme des examens de licence ès sciences est restée inchangée depuis 1853, avec des programmes "minutieusement réglés" portant toujours sur les mêmes branches de la science depuis 1808. Or les domaines d'enseignement des facultés se sont beaucoup élargis depuis 1808, et surtout depuis 1870, grâce à la création de chaires nouvelles (chimie industrielle, chimie organique, physique mathématique, physique industrielle, géométrie supérieure, etc.), mais ces enseignements ne font pas partie du programme de licence, malgré un remaniement des programmes en 1877 ayant visé à les "mettre plus en harmonie avec les découvertes qui se succèdent chaque jour". En effet c'est le caractère même de la licence ès sciences, comme diplôme destiné exclusivement aux futurs professeurs, qui en empêche l'évolution des programmes. Ces programmes sont de plus trop précis et trop chargés. De plus, comme "garanties de culture générale", on demande alors aux candidats aux concours d'agrégation d'être titulaire de deux licences.
Le nouveau décret institue des certificats d'études supérieures pour l'ensemble des matières enseignées dans une faculté des sciences donnée. Chaque faculté est habilitée individuellement par le ministre à délivrer un certain nombre de certificats, sur la proposition de l'assemblée de la faculté et après avis de la section compétente du Comité consultatif de l'enseignement public. Lorsqu'un étudiant a obtenu trois certificats, il peut demander le diplôme de licencié ès sciences, qui porte mention des matières des trois certificats et sur lequel les mentions de certificats ultérieurement obtenus peuvent être également ajoutées. Ce nouveau système "substitue aux trois types fournis par les licences [d'alors, sciences mathématiques, sciences physiques, sciences naturelles], une foule de combinaisons variées, très propres à encourager le goût de l'étude, à éveiller les vocations scientifiques, à conserver l'originalité de l'esprit.".
Les examens pour chaque certificat comprennent trois épreuves, une épreuve écrite, une épreuve pratique et une épreuve orale, les deux premières étant éliminatoires. Le jury se compose d'au moins trois membres, les notes d'interrogations et de travaux pratiques obtenues par le candidat au cours de l'année lui étant communiquées. Les candidats admis à un certificat se voient attribuer une des notes suivantes, très bien, bien, assez bien, passable.
Un second décret signé le même jour établit les groupes de certificats dont le diplôme de licence doit être formé pour les aspirants aux fonctions de l'enseignement secondaire public pour lesquels le grade de licencié ès sciences (tels que professeur dans les collèges ou chargé de cours dans les lycées) est requis :
- Groupe I : Calcul différentiel et intégral; Mécanique rationnelle ; Astronomie, ou une autre matière de l'ordre des sciences mathématiques.
- Groupe II : Physique générale; Chimie générale; Minéralogie, ou une autre matière de l'ordre des sciences mathématiques, physiques ou naturelles.
- Groupe III : Zoologie; Botanique; Géologie

Ces groupements sont modifiés par l'arrêté du 27 juillet 1904 :
- Groupe I : Calcul différentiel et intégral; Mécanique rationnelle ; Physique générale ou un certificat de l'ordre des sciences mathématiques, à l'exclusion des certificats de mathématiques préparatoires à l'étude des sciences physiques.
- Groupe II : Physique générale; Chimie générale; Minéralogie, ou une autre matière de l'ordre des sciences mathématiques, physiques ou naturelles, y compris le certificat d'études supérieures de mathématiques préparatoires à l'étude des sciences physiques et le certificat d'études physiques, chimiques et naturelles.
- Groupe III : Zoologie ou physiologie générale; Botanique; Géologie

Le décret du 31 juillet 1896 fixe lui la composition des licences ès sciences pour les candidats aux concours d'agrégation de l'enseignement secondaire pour l'ordre des sciences :
- Agrégation des sciences mathématiques : certificats du groupe I + physique générale
- Agrégation des sciences physiques : certificats du groupe II + mécanique rationnelle
- Agrégation des sciences naturelles : certificats du groupe III + physique générale ou chimie générale.

Pour la candidature aux  concours d'agrégation, la possession de deux licences dans l'ancien système laisse place à une licence à quatre certificats, le quatrième certificat concernant une matière d'une autre discipline que celle du concours d'agrégation considéré.
À partir de l'arrêté du 18 juin 1904, la licence ne doit plus comporter que trois certificats (+ un quatrième pour l'agrégation de sciences naturelles) auquel on doit ajouter la détention d’un diplôme d'études supérieures ou d'un certificat d'études supérieures dit « à option », ce qui est souvent le cas en mathématiques avec les certificats d'analyse supérieure ou de géométrie supérieure. Ces certificats à option sont les ancêtres des certificats de 3e cycle puis des cours de diplômes d'études approfondies. Les groupements de certificats pour les licences d'enseignement permettant de postuler aux concours d'agrégation sont à partir de 1904:
- Agrégation des sciences mathématiques : Calcul différentiel et intégral; Mécanique rationnelle ; physique générale
- Agrégation des sciences physiques : Physique générale; Chimie générale; Mathématiques générales ou mécanique rationnelle
- Agrégation des sciences naturelles : Zoologie ou physiologie générale; Botanique; Géologie + Physique générale ou chimie générale ou un certificat mentionnant que le candidat a subi avec succès les épreuves de physique et de chimie comprise dans le programme du certificat d'études physiques, chimiques et naturelles.

En ce qui concerne la durée des études, la circulaire du 2 août 1897 indique que les boursiers de licence doivent pour obtenir une deuxième année de bourse avoir obtenu un certificat à la fin de la première année, que les boursiers de deuxième année doivent obtenir au plus tard à la session de novembre, les deux autres certificats pour obtenir la licence et le droit à une troisième année de bourse au terme de laquelle ils doivent obtenir un quatrième certificat, leur permettant en particulier de se présenter à un concours d'agrégation.
Les groupements de certificats pour les licences permettant d'être candidat au doctorat ès sciences sont fixés par le décret du 16 janvier 1898:
- Groupe I : Calcul différentiel et intégral; mécanique rationnelle; un troisième certificat au choix du candidat.
- Groupe II : Physique générale; chimie générale; un troisième certificat au choix du candidat.
- Groupe III : Zoologie ou physiologie; botanique; géologie ou minéralogie.

puis le décret du 4 janvier 1922:
- Groupe I : Calcul différentiel et intégral; mécanique rationnelle; physique générale ou un troisième certificat de l'ordre des sciences mathématiques, à l'exclusion du certificat de mathématiques générales.
- Groupe II : Physique générale; mécanique rationnelle ou appliquée ; un troisième certificat, au choix du candidat, de l'ordre des sciences mathématiques ou physiques, à l'exclusion du certificat de mathématiques générales
- Groupe III : Physique générale; chimie générale; un troisième certificat au choix du candidat.
- Groupe IV : Zoologie ou physiologie; botanique; géologie ou minéralogie.

Ces groupements visent en particulier à "offrir les garanties particulières de culture scientifique, [...] si nécessaires que si on ne les puisait pas dans l'examen de la licence soutenu dans les conditions [ainsi définies], les facultés se trouveraient rapidement conduites à accroître l'importance et le nombre des questions accessoires, portant sur des sujets connus, qu'elles proposent aux candidats au doctorat. Et par là se trouverait faussé le caractère d'un examen qui doit avant tout favoriser et mettre en évidence l'esprit d'invention, l'aptitude à ces recherches scientifiques qui constituent la véritable fonction de l'enseignement supérieur."
Des certificats d’études supérieures préparatoires sont également progressivement créés pour les étudiants n'ayant pas fait la classe de mathématiques spéciales du lycée: mathématiques générales, mathématiques physique et chimie (abrégé en MPC), sciences physiques, chimiques et naturelles (abrégé en SPCN). Leur préparation, d'abord facultative, dure en théorie une année après le baccalauréat, et compte jusqu'aux années 1930 comme des certificats de licence. À partir de 1939 (décret du 21 mars 1938), l'obtention préalable d'un des trois certificats préparatoire devient obligatoire pour postuler ensuite les trois certificats de licence.

#### 1947-1958: l'institution de l'année propédeutique
Le décret du 11 août 1947 institue une année préparatoire menant à l'obtention d'un des certificats d'études supérieures préparatoire (mathématiques générales ; mathématiques, physique et chimie - MPC ; sciences physiques, chimiques et naturelles - SPCN), préalable obligatoire aux cours des certificats de licence. Le cours de propédeutique dure un an, mais il faut en général deux ans pour obtenir le certificat, le niveau des certificats propédeutiques correspondent à celui de la classe de mathématiques spéciales des lycées.
Il faut toujours trois certificats de licence pour obtenir la licence ès sciences. Bien qu'il soit possible de préparer deux certificats de licence en une année, les étudiants obtiennent en général un certificat par an et mettent de trois à quatre années pour obtenir la licence d'enseignement après l'obtention du certificat propédeutique. La composition en certificat des licences d'enseignement, du fait de leur large pluridisciplinarité, rend cependant possible d'obtenir deux licences en obtenant quatre certificats, en effet en obtenant les certificats de physique générale, calcul différentiel et intégral, chimie générale et mécanique rationnelle, on obtient à la fois la licence ès sciences mathématiques et ès sciences physiques.

#### 1958-1966: des licences moins généralistes
Le décret du 8 août 1958 modifie le régime des études pour la licence ès sciences et la liste des certificats d'études supérieures ; le contenu des licences est ainsi un peu allégé afin d'en diminuer la durée d'obtention à théoriquement deux ans après l'obtention d'un certificat d'études supérieures préparatoires. La propédeutique est également un peu modifiée, en particulier le certificat de mathématiques générales est transformé en certificat de mathématiques générales et physique (en abrégé MGP). À la suite de la réforme du programme du certificat de calcul différentiel et intégral faite par Gustave Choquet à la faculté des sciences de l'université de Paris, « les bases de l'algèbre et de l'algèbre linéaire [passent dans le certificat préparatoire MGP], les nouveaux certificats de Mathématiques I et II gardant en licence le cœur de l'analyse moderne. ».
On distinguait toujours trois types de licence. La licence libre, formée de cinq certificats, la licence d'enseignement, constituée d'un groupe de six certificats bien déterminé, et la licence de doctorat, exigeant 7 certificats d’études supérieures, l’un d’entre eux étant obligatoirement choisi parmi les certificats spécialisés (3e cycle) proposés par la faculté. La licence d'enseignement était nécessaire pour la présentation au concours de recrutement des professeurs certifiés, et, accompagnée d'un diplôme d'études supérieures, pour la présentation au concours de recrutement des professeurs agrégés. La licence de doctorat était nécessaire pour l'inscription à la préparation d'un doctorat ès sciences, le certificat supplémentaire, de troisième cycle, devant correspondre à la spécialité de la thèse. Pour le doctorat de spécialité, il fallait justifier de cinq certificats plus un certificat de spécialité (3e cycle).
Les anciens certificats sont donc divisés en deux ou trois nouveaux certificats. Le certificat de calcul différentiel et intégral est divisé en certificats de mathématiques I et II, le certificat de physique générale est divisé en trois certificats, thermodynamique & mécanique physique, optique, électricité. Ainsi le volume des licences d'enseignement diminue d'environ un tiers (les 3 anciens certificats formant une licence équivalant à 8 ou 9 nouveaux certificats), permettant de passer d'une durée générale de préparation de quatre à trois années post-propédeutique, les trois grandes licences généralistes et pluridisciplinaires (mathématiques, physique-chimie, sciences naturelles) laissant place à des licences plus spécialisés avec une baisse importante du poids des matières " connexes" (ex. : physique et mécanique pour les mathématiques, mathématiques et physique pour la chimie). Les licences ès sciences mathématiques ne gardent qu'un tiers de l'ancien certificat de physique générale, puis se voyant créer en 1965 un certificat de "physique fondamentale" propre, les licences de physique se voyant créer des certificats de mathématiques "allégés" propres, de plus on distingue à partir de là une licence d'enseignement en physique avec un tiers de l'ancien certificat de chimie générale, une licence d'enseignement en physique avec de l'électronique au lieu de la chimie, et une vraie licence en chimie avec un certificat de physique "allégé" créé spécifiquement (physique expérimentale).
« Par exemple au lieu d'une seule licence de sciences physiques, on créait une licence de chimie et une licence de physique avec même plusieurs options pour cette dernière. Pour y arriver, on avait dédoublé les anciens certificats et il en fallait donc six pour une licence. Les étudiants en chimie, par exemple, devaient passer un seul certificat de physique, le volume d'enseignement en physique était donc divisé par deux. La situation était analogue pour les physiciens ou les mathématiciens, l'enseignement de la discipline propre était partout renforcé aux dépens de la culture générale [...] On allait, par exemple, créer des générations de chimistes connaissant peu de la physique alors que les méthodes physiques prenaient de plus en plus d'importance, ou des générations de physiciens des matériaux ou de biologistes ignorant la chimie. À l'époque, on était bien conscient des inconvénients de cette spécialisation considérée comme inéluctable, mais les directeurs de laboratoires y voyaient un avantage, les étudiants de thèse arrivant mieux formés pour leur travail immédiat. Les difficultés d'adaptation allaient venir après pour les étudiants ayant suivi ce cursus. En somme "après la thèse, le déluge"» 
La volonté de diminuer la durée des études pour l'obtention de la licence ne se réalise en pratique pas vraiment. En effet, la licence d'enseignement était en fait généralement obtenue après trois ans d'études postérieures à l'obtention du certificat propédeutique. « En principe cet aménagement de la licence devait en ramener la préparation à deux ans. En fait, la fragmentation des certificats a conduit les professeurs à élever un peu le niveau de leurs cours; il faut en général compter un an ou deux pour l'année préparatoire (MPC demande le plus souvent deux ans de préparation), deux ou trois pour le deuxième cycle »
« La préparation de chaque CES dure un an (quelques rares CES se préparent toutefois en un seul semestre). L’enseignement comprend approximativement 3 heures de cours par semaine et, en général, une séance d’exercices de 2 heures. Le programme est donc détaillé approximativement pendant 125 heures. Il s’agit, bien entendu, de cours très denses, et l’étudiant doit passer beaucoup de temps à un travail personnel de compréhension du cours et d’approfondissement de ses connaissances. L’enseignement pratique est dispensé à raison d’une séance de 3 heures, passée chaque semaine au laboratoire, ce qui fait environ 75 heures de laboratoire pour la préparation du certificat. L'examen comprend une épreuve écrite (problème), une manipulation effectuée au laboratoire et reproduisant une expérience faite dans l’année (avec des constantes différentes, pour vérifier le savoir-faire du candidat) et une interrogation orale. On voit donc que la préparation d’un CES exige environ 200 heures de travail officiel; il est théoriquement possible de préparer 3 CES dans l’année, mais c’est une situation assez exceptionnelle et, en fait, la plupart des étudiants en préparent seulement deux. »
En 1962, sous le ministère de Pierre Sudreau, est créé le diplômé d'études scientifiques générales, sanctionnant l'acquisition d'un certificat d'études supérieures préparatoires, et un groupe de deux certificats d'études supérieures déterminé. Ce diplôme, devant ainsi sanctionner deux années d'études supérieures scientifiques, préfigure le diplôme universitaire d'études scientifiques créé en 1966 dans le cadre de la réforme Fouchet par étalement du programme de propédeutique sur deux ans.
Sept ans plus tard, une nouvelle réforme va modifier profondément l'organisation des premier et deuxième cycles. La réforme Fouchet étale le cycle propédeutique sur deux ans, et supprime le système flexible des certificats de licence au profit d'une organisation par année du deuxième cycle où se distingue un cycle court d'un an menant à la licence, et un cycle long de deux ans menant à la maitrise. « Par rapport à la première réforme, la spécialisation fut encore plus poussée dans le deuxième cycle », en particulier au travers des maitrises de spécialités « Il n'y avait donc plus de disciplines annexes en deuxième cycle, toute la culture générale scientifique était donnée, ou censée l'être, en premier cycle », seules les maîtrises d'enseignement destinées à la préparation aux concours de recrutement de l'enseignement secondaire comportaient des certificats de disciplines différentes (ex: physique et chimie pour la maîtrise en sciences physiques)
| mathématiques | physique | chimie | sciences naturelles |
| --- | --- | --- | --- |
| - mathématiques I (6 H /sem) - mathématiques II (6 H) - mécanique générale (3,5 H) - techniques mathématiques de la physique (5 H) - méthodes mathématiques de la physique (3 H) - astronomie (3,5 H) | - électricité (6 H) - optique (5 H) - thermodynamique et mécanique physique (5,5 H) - physique expérimentale (6 H) - cristallographie physique (3 H) - électrotechnique (6 H) - électronique (6 H) | - chimie générale I (atomistique et chimie structurale) (3 H) - chimie générale II (thermodynamique et cinétique) (5,5 H) - chimie minérale (7 H) - chimie organique (7 H) - chimie systématique (7 H) - métallurgie et traitements thermiques (5 H) - chimie analytique et industrielle (6 H) | - botanique (9 H) - zoologie (11 H) - biologie, microbiologie et physiologie végétale (6,5 H) - physiologie animale (7,5 H) - géologie générale (8 H) - géologie historique (9 H) - minéralogie (6 H) |

De 1811 à 1830, 165 licences ès sciences furent conférées (soit 8,5/an). De 1831 à 1842, 24 licences ès sciences furent en moyenne conférées par an (pour 310 baccalauréat ès sciences/an et 10 doctorats ès sciences/an). En 1877, on comptait 63 candidats aux examens pour la licence ès sciences (36 en mathématiques, 22 en physique, 5 en sciences naturelles) à la Faculté des sciences de Paris et un taux de réussite d’environ 1 pour 2. À la fin des années 1950, moins de 600 licences ès sciences mathématiques étaient conférées par an en France, ce nombre cru rapidement dans les années 1960, passant à 961 en 1965, 1140 en 1966, 1568 en 1967 et 1732 en 1969. En sciences physiques, on comptait 400 diplômés par an en 1955, nombre qui passa à 1300 en 1961. On a compté en 2009 la délivrance de 24271 licences générales en sciences (sur un total de 122 496), dont 4525 en physique et chimie, et 16880 licences professionnelles (sur un total de 40 388).